# ويليام ديك (سياسي كندي)
ويليام ديك هو سياسي كندي، ولد في 31 ديسمبر 1821، وتوفي في 31 مارس 1904.